# Militarizace
Militarizace je pojem označující posilování vojenské složky v zemi. Termínem můžeme také označovat změnu struktury ekonomiky v době války. 

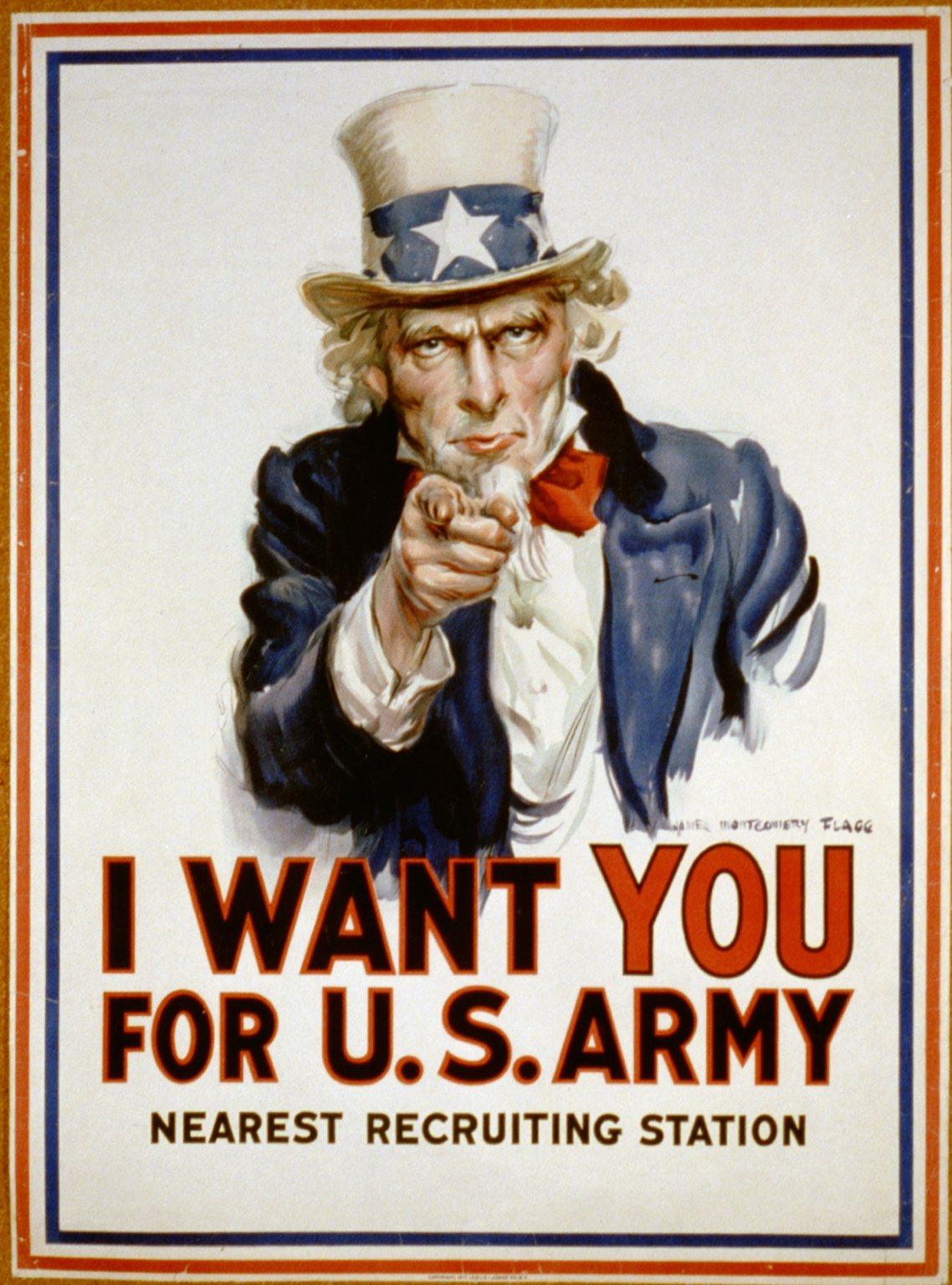
Plakát se strýčkem Samem rekrutující americké vojáky během První světové války

## Index militarizace
Index militarizace (zkratka GMI z anglického Global Militarization Index) objektivně určuje míru militarizace v zemích světa. Ovlivňují ho vládní výdaje za armádu v porovnání s HDP, počet příslušníků armády a aktivních záloh nebo podíl těžkých zbraní na výzbroji armády vzhledem k počtu obyvatel státu.  V intervalu do 200 jednotek je velmi nízký a nad 800 jednotek velmi vysoký. Podle indexu patří v současnosti k nejméně militarizovaných zemím světa Panama, Kostarika a Haiti, na druhou stranu nejvíce vojensky orientovanými zeměmi jsou Izrael, Singapur a Arménie, následované Sýrií a Ruskem. Spojené státy americké se umístily až na 31. místo. Ze zemí EU stojí na žebříčku nejvýše deváté Řecko, čtvrtý od konce se naopak umístil kandidát na členství Island. Česká republika se umístila na 92. místě a patří mezi středně vyzbrojené země.  

Podle organizace BICC má vzhledem k výši HDP nejvyšší militantní výdaje Belize a nejvíce vojáků v přepočtu na počet obyvatel a nejvíce těžkých zbraní na obyvatele vlastní Izrael.
 
Do žebříčku nebyla zařazena KLDR, která údaje potřebné k výpočtu indexu nezveřejňuje.